# Tungabhadra
Tungabhadra – rzeka w Indiach o długości 710 km, powierzchni dorzecza 72200 km² oraz średnim przepływie 650 m³/s.
Źródła rzeki znajdują się w paśmie górskim Ghatach Zachodnich; uchodzi do rzeki Kryszna.
Rzeka ta jest wykorzystywana do nawadniania pól uprawnych oraz ochrony przeciwpowodziowej.
Na rzece Tungabhadra wybudowano zbiornik zaporowy o powierzchni 350 km², pojemności 3,7 km³.